# Campanula kantschavelii
Campanula kantschavelii är en klockväxtart som beskrevs av Zagar. Campanula kantschavelii ingår i släktet blåklockor, och familjen klockväxter. Inga underarter finns listade i Catalogue of Life.